# Thunderbolt (Georgia)
Thunderbolt es un pueblo ubicado en el condado de Chatham en el estado estadounidense de Georgia. En el censo de 2000, su población era de 2.340.

## Demografía
En el 2000 la renta per cápita promedia del hogar era de $35,824, y el ingreso promedio para una familia era de $47,566. El ingreso per cápita para la localidad era de $22,592. Los hombres tenían un ingreso per cápita de $32,986 contra $25,625 para las mujeres.

## Geografía
Thunderbolt se encuentra ubicado en las coordenadas 32°1′56″N 81°3′6″O / 32.03222, -81.05167 (32.032111, -81.051733).
Según la Oficina del Censo, la localidad tiene un área total de 3,8 km² (1,5 mi²), de la cual 3,5 km² (1,4 mi²) es tierra y 0,3 km² (0 mi²) (4.00%) es agua.